# آناتولی بزمرتنئی
آناتولی بزمرتنئی (اوکراینی: Анатолій Петрович Безсмертний؛ زادهٔ ۲۱ ژانویهٔ ۱۹۶۹) بازیکن فوتبال اهل اتحاد جماهیر شوروی سوسیالیستی است.
از باشگاه‌هایی که در آن بازی کرده‌است می‌توان به باشگاه فوتبال تاوریا سیمفروپول، باشگاه فوتبال تیومن، باشگاه فوتبال چرنومورتس نووراسییسک، باشگاه فوتبال دینامو استاوروپول، باشگاه فوتبال روستوف، و باشگاه فوتبال دینامو کی‌یف اشاره کرد.